# アンダルシアの散歩道
『アンダルシアの散歩道』（アンダルシアのさんぽみち、西: El paseo de Andalucía, 英: An Avenue in Andalusia）あるいは『マハとマントで顔を覆う男たち』（マハとマントでかおをおおうおとこたち、西: La maja y los embozados, 英: The Maja and the Cloaked Men）は、スペインのロマン主義の巨匠フランシスコ・デ・ゴヤが1777年に制作した風俗画である。油彩。エル・パルド王宮を装飾するための10点のタピスリーのカルトン（原寸大原画）の1つとして制作された。現在はマドリードのプラド美術館に所蔵されている。

## 制作経緯
エル・パルド王宮はマドリード郊外にある宮殿で、夏の離宮として使用された。ゴヤは1776年から1778年にかけて、この宮殿にある王太子夫妻（後のスペイン国王カルロス4世とマリア・ルイサ）の食堂の間の壁面を装飾するタピスリーのカルトンを制作した。それまではタピスリーの主題は神話画や歴史画、オランダの画家ダフィット・テニールス風の風俗画が主流であったが、ゴヤは首席宮廷画家であったアントン・ラファエル・メングスの考えを受け、当時のマドリードの人々の生活を風俗画として描くことを選択した。これにより本作品を含む『ピクニック』（La merienda）、『酒飲み』（El bebedor）、『日傘』（El quitasol）、『マンサナレス河畔での踊り』（Baile a orillas del Manzanares）、『ベンタ・ヌエバでの喧嘩』（La riña en la Venta Nueva）、『アンダルシアの散歩道』あるいは『マハとマントで顔を覆う男たち』（El paseo de Andalucía o La maja y los embozados）、『凧上げ』（La cometa）、『カード遊びをする人々』（Jugadores de naipes）、『空気袋を膨らませる子供たち』（Niños inflando una vejiga）、『果実を採る少年たち』（Muchachos cogiendo fruta）の、計10点の油彩画がカルトンとして制作された。これらはいずれも「田舎」をテーマとしており、各作品の具体的な構図はゴヤによって考案された。

## 作品
ゴヤは森の中を歩く一組の男女の姿と、彼らを少し離れた場所から鋭い眼光で見つめる顔を覆った3人の男を描いている。一組の男女が画面右を歩いているのに対し、彼らから少し離れた画面左の最前景と画面中央左に3人の男がいる。そのうち画面左の最前景にいる男は帽子をかぶり、カーパで身を覆った姿で座り、残りの2人は画面中央の樹下に並んで立っている。
ゴヤが描いたのは1人の若い女性に恋する男たちの嫉妬と葛藤の場面である。1777年8月12日に提出した請求書の中でゴヤが解説しているところによると、描かれた場面は次のようなものである。舞台は松の森の中を通るアンダルシア地方の散歩道で、一組のジプシーの男女が歩いていた。すると帽子を被って座り込んでいる1人の下衆男が女に向かって一輪の花を投げた。同伴の男はそれを見ると、怒って立ち止まり、騒ぎ出す。しかし女は帽子を被った男には他にも仲間が2人いるから警戒してほしいと懇願する。特筆すべきは豊潤な色彩と、縦長の画面にのびやかに広がる自然の風景である。ゴヤは本作品を制作した時点ではアンダルシア地方を知らないため、マドリードの南の郊外にあるカサ・デ・カンポの森を参考にしながら風景を描いたと推測されている。
19世紀の解釈では、画面に描かれたジプシー女は恋愛好きなアルバ女公爵マリア・デ・シルバ・イ・アルバレス・デ・トレドであり、2人の男は当時有名であった闘牛士、コスティリャーレスことホアキン・ロドリゲス（Joaquín Rodríguez）と、ペペ・イーリョ（Pepe Illo）と考えられていたが、現在では根拠がないものとして否定されている。男女の愛をめぐる嫉妬、争い、決闘などのテーマは、特にサイネーテと呼ばれる当時のスペインの一幕物の風俗喜劇において人気の主題であった。本作品も劇作家ラモン・デ・ラ・クルースなどの作品から着想を得たと考えられている。
2つある題名のうち、『アンダルシアの散歩道』はゴヤ自身に由来しており、画家が請求書の中で使用している言葉を題名としたものである。これに対して『マハとマントで顔を覆う男たち』はフェデリコ・デ・マドラーソが作成した1876年のプラド美術館のカタログで使用したものである。

## 来歴
絵画はスペイン王室のコレクションに由来している。制作された絵画はカルトンとして1777年8月12日にマドリードのサンタ・バルバラ王立タペストリー工場に納品された。1856年から1857年にかけて、マドリードの王宮に移管されたのち、1870年1月18日および2月8日の王命により、同年2月15日にプラド美術館に収蔵された。

## ギャラリー
2期連作の他のカルトン
いずれもプラド美術館に所蔵されている。

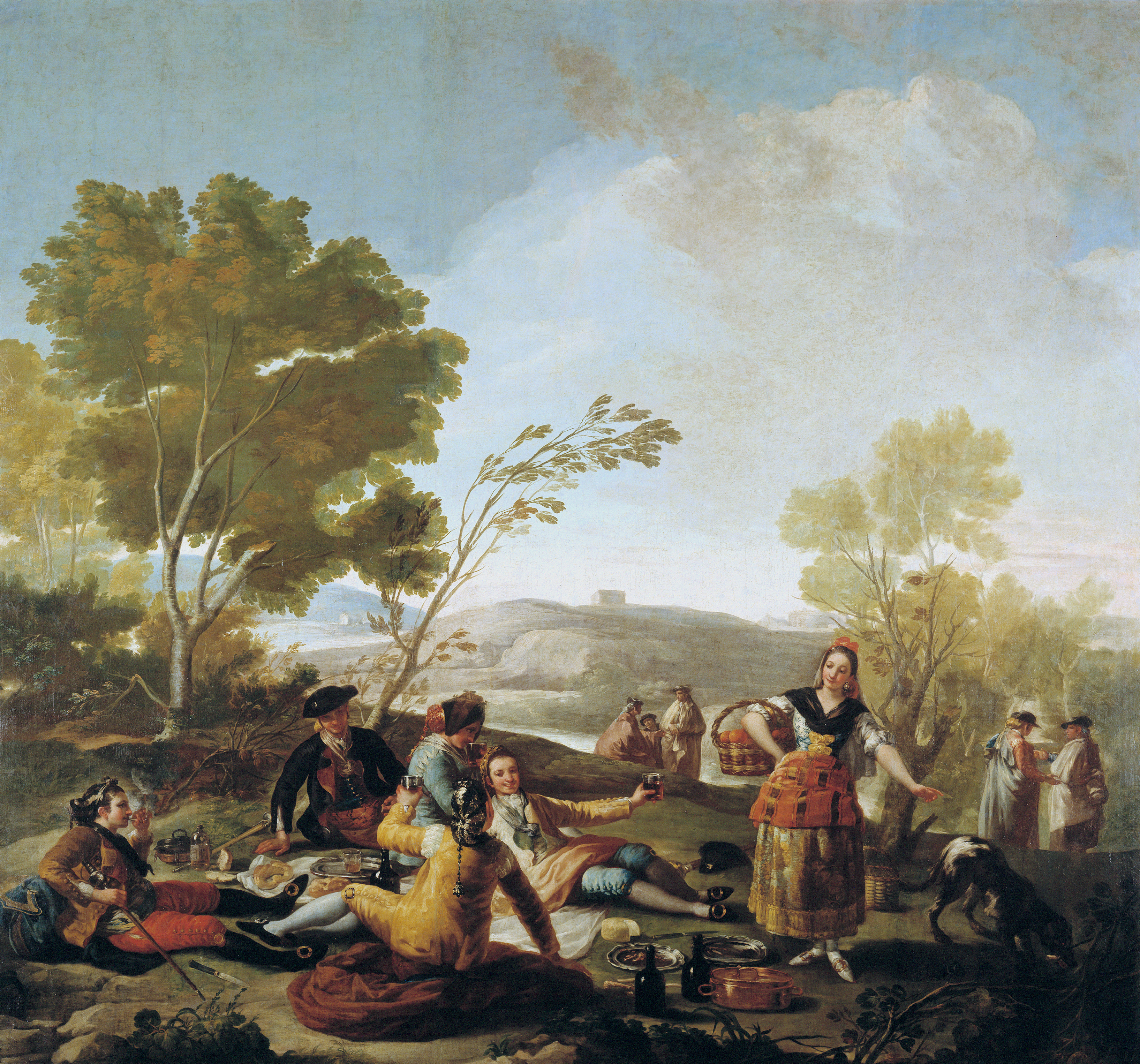
『ピクニック』1776年
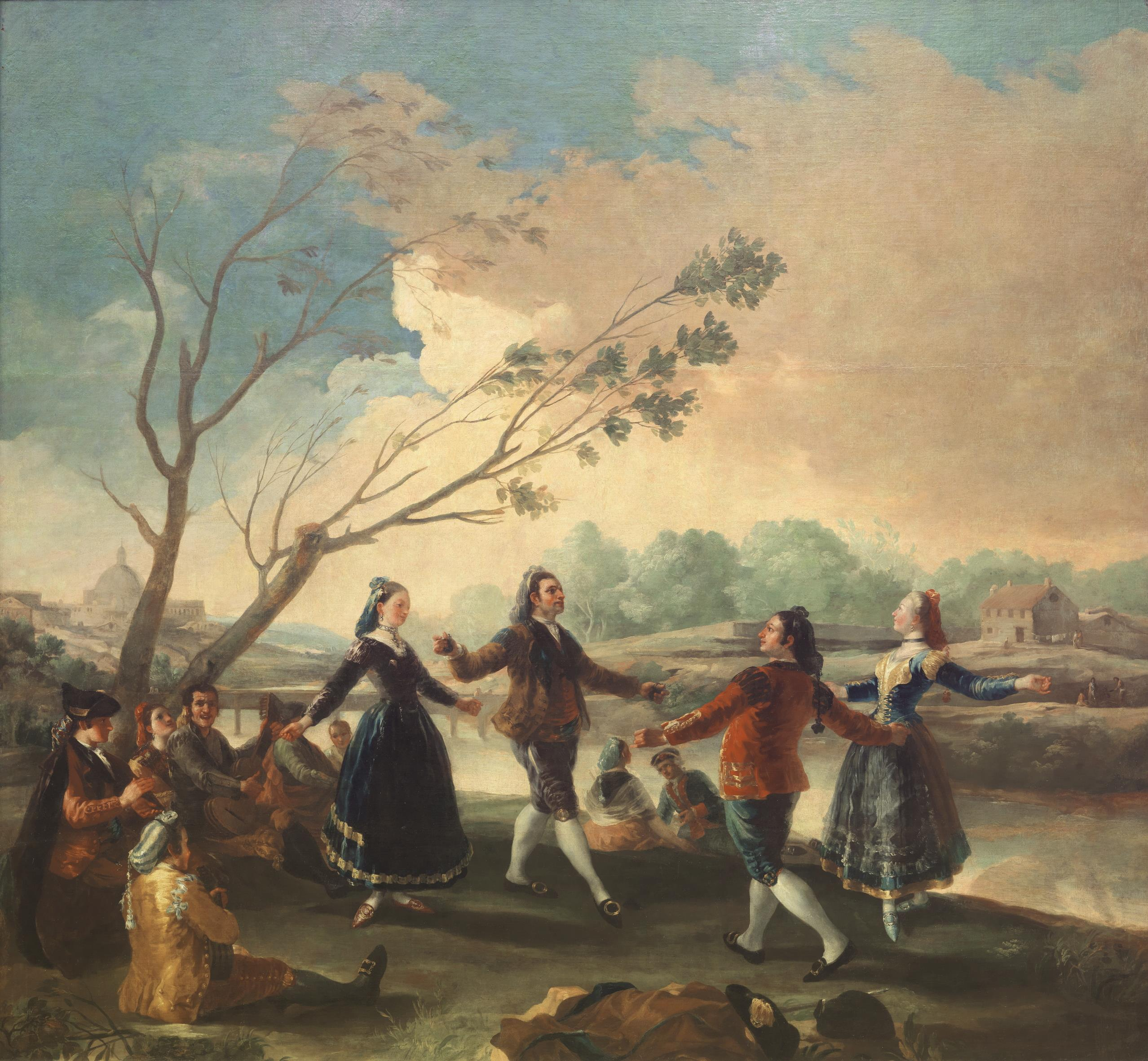
『マンサナレス河畔での踊り』1777年
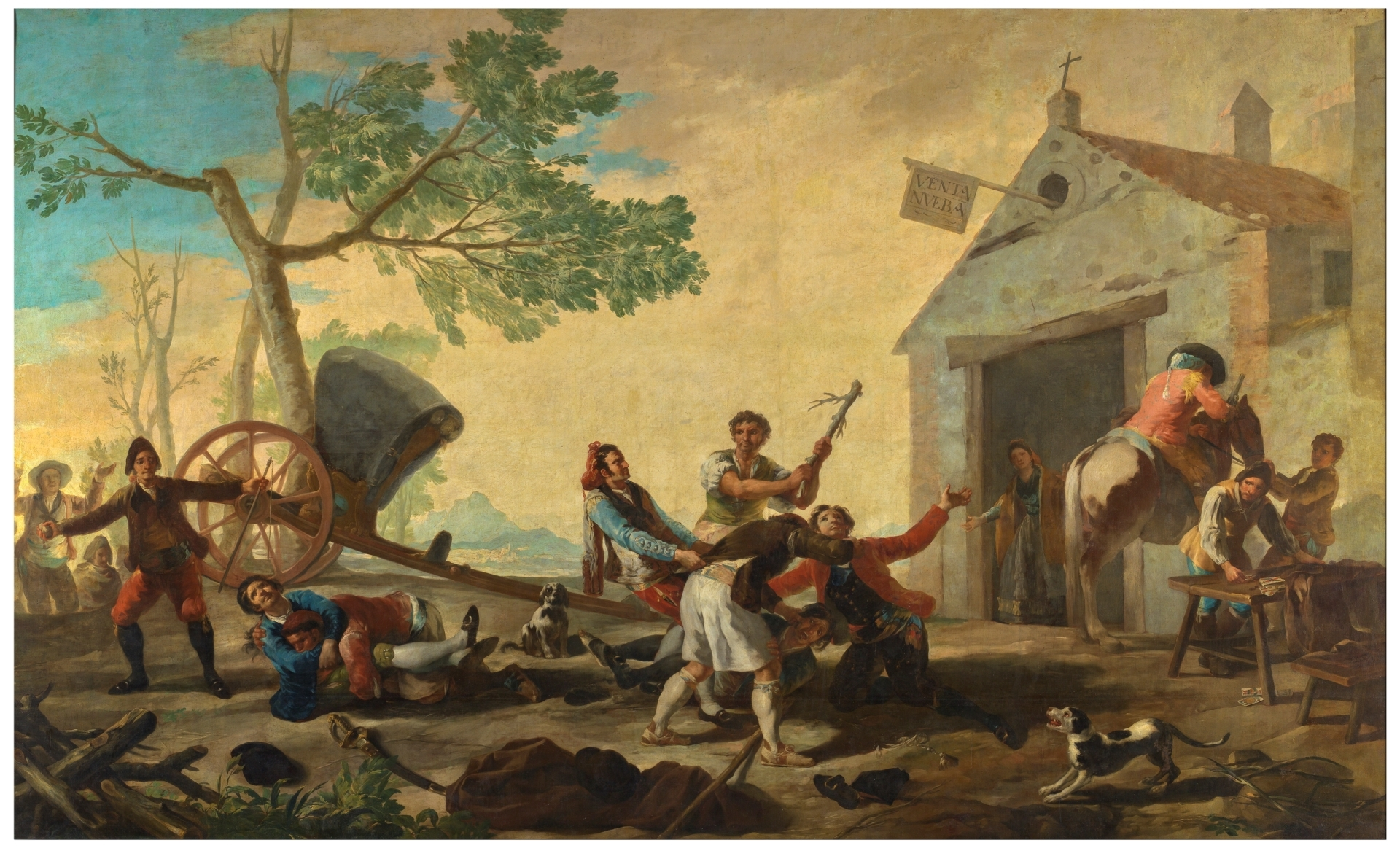
『ベンタ・ヌエバでの喧嘩』1777年
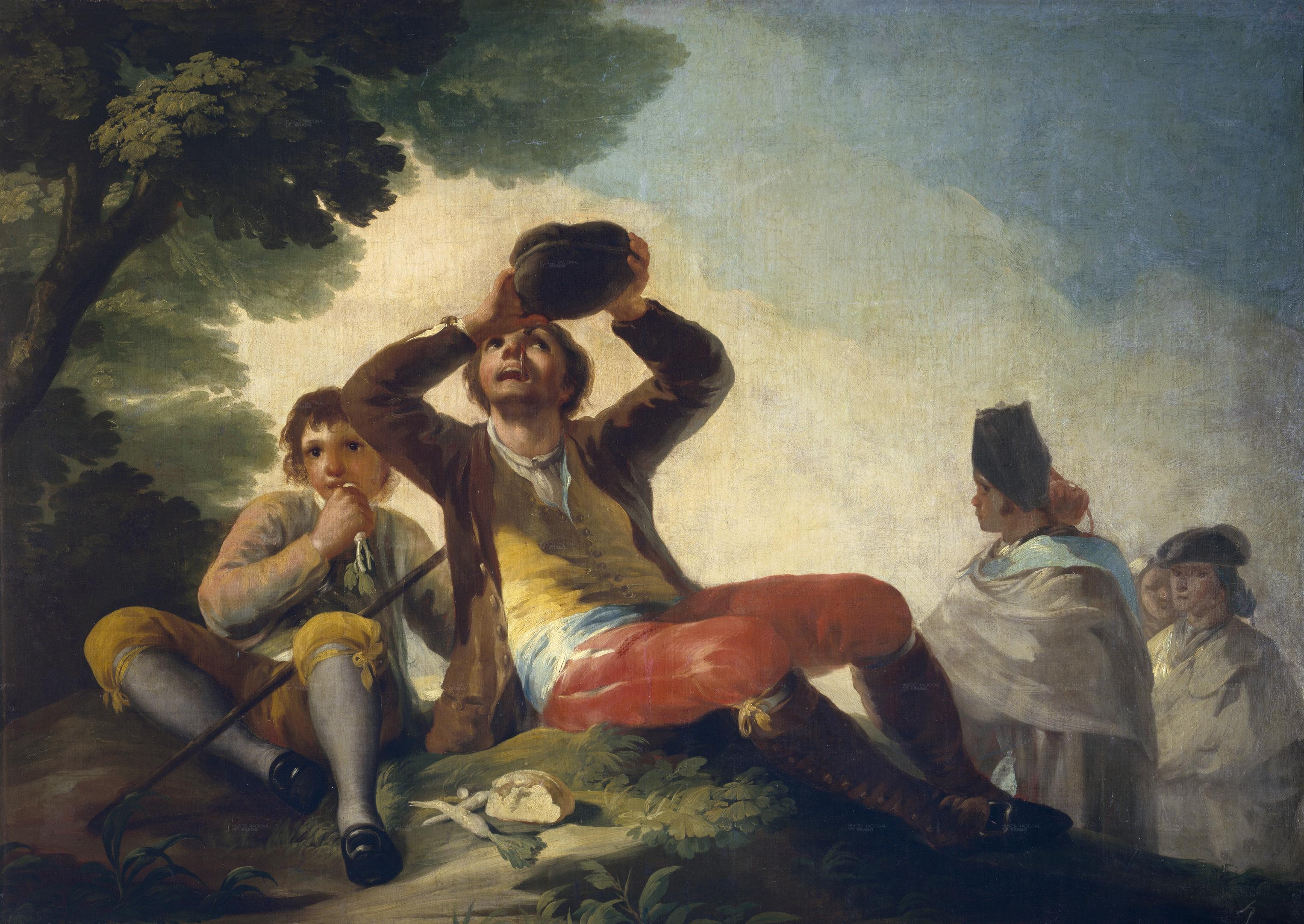
『酒飲み』1777年
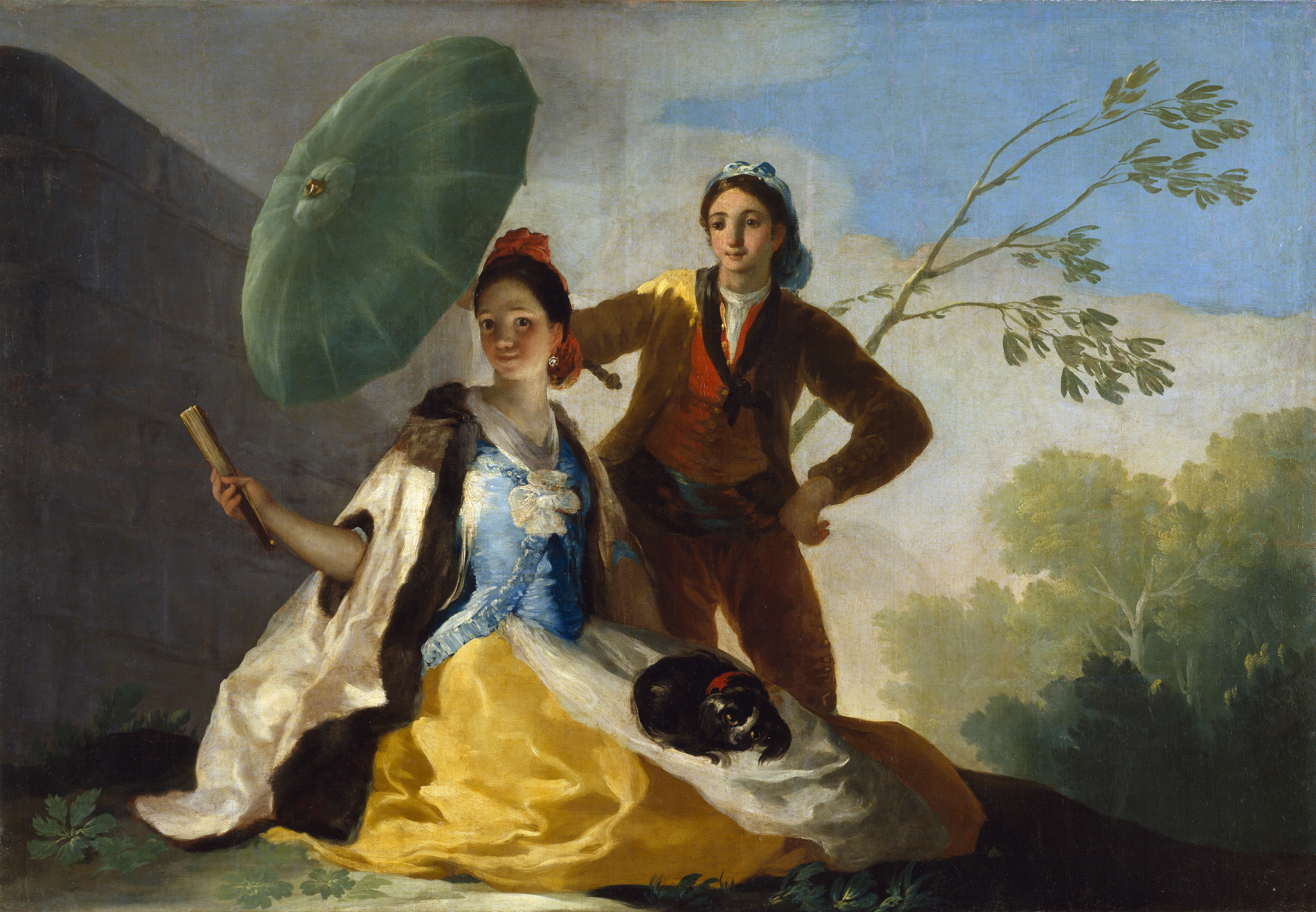
『日傘』1777年
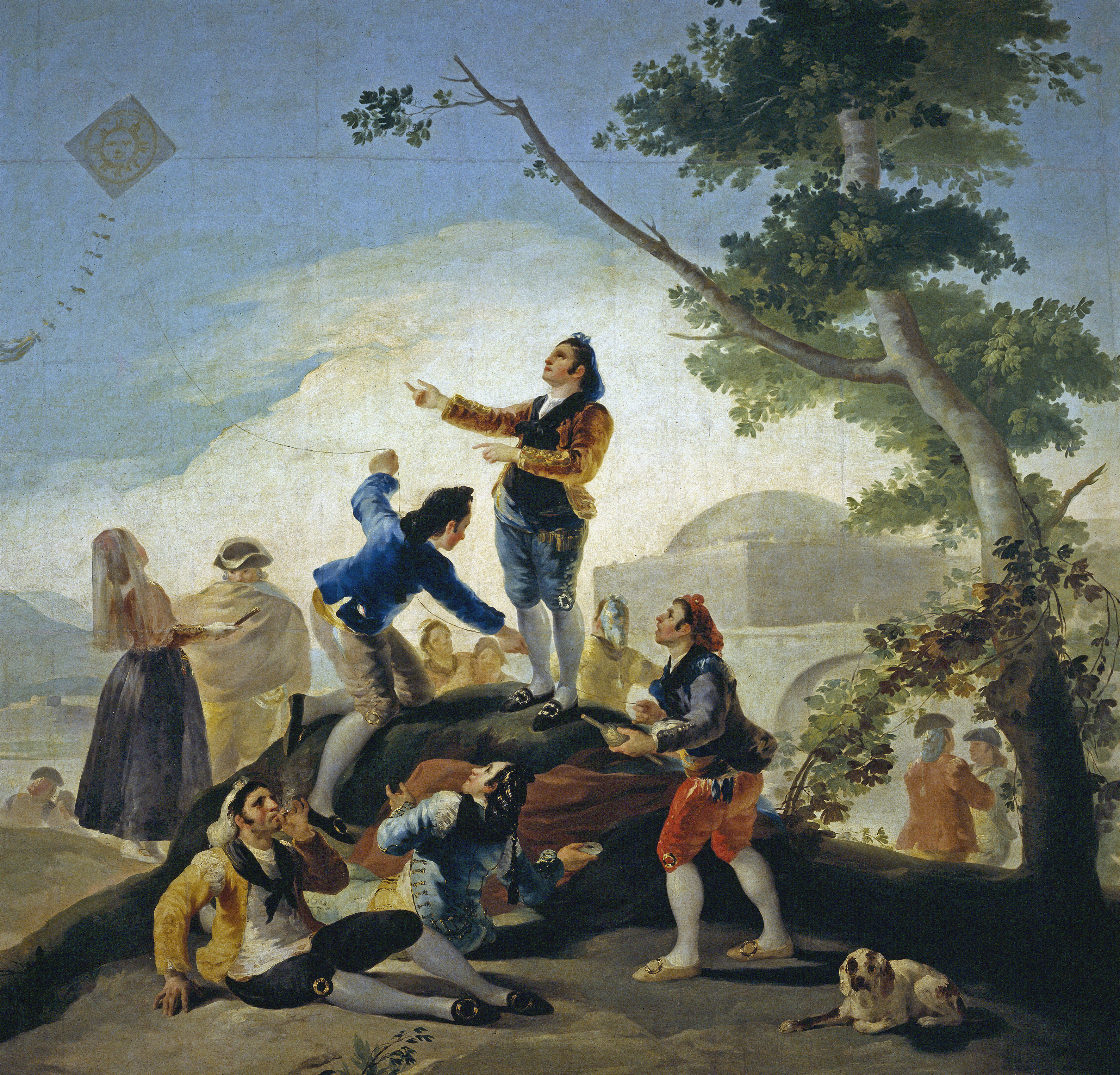
『凧上げ』1777年と1778年の間
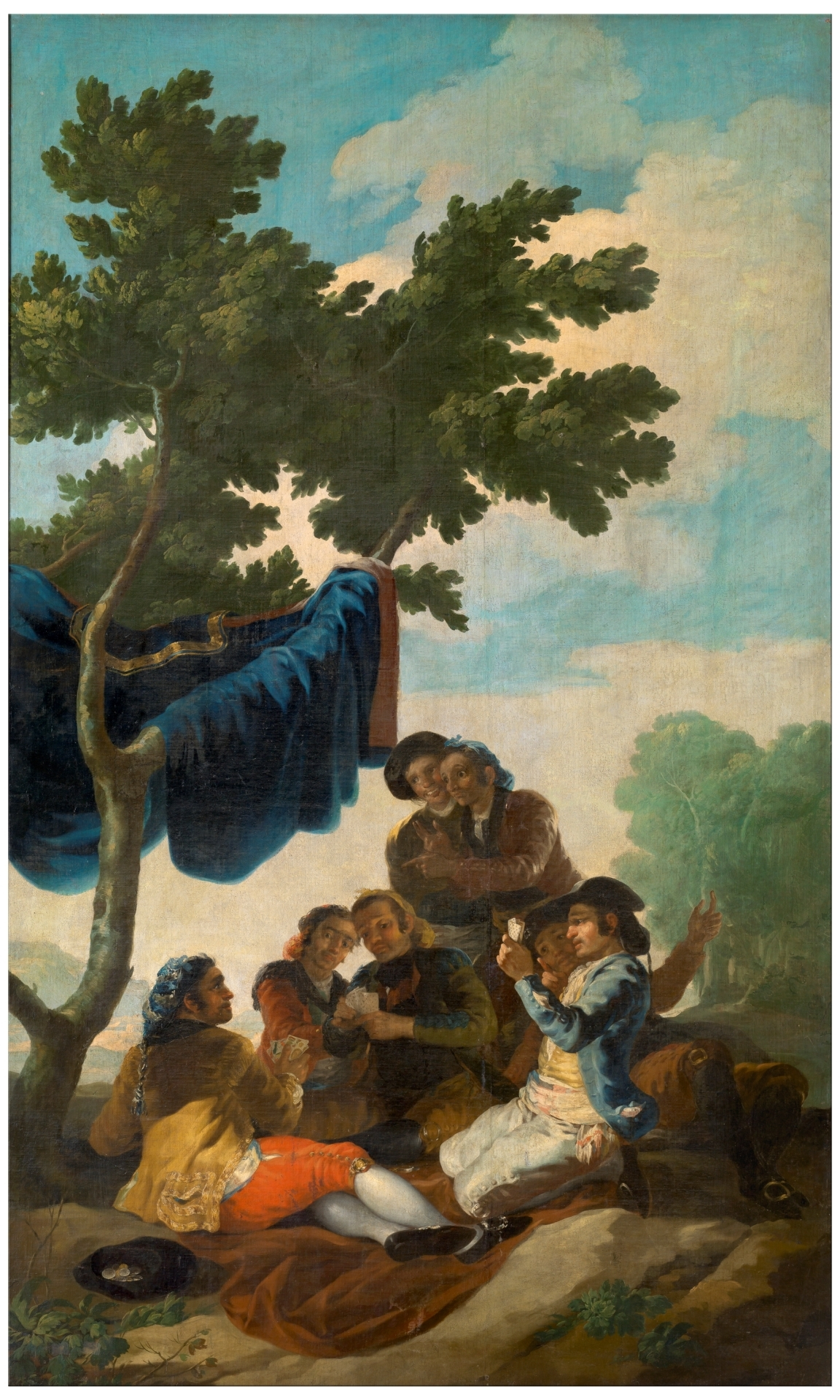
『カード遊びをする人々』1777年と1778年の間
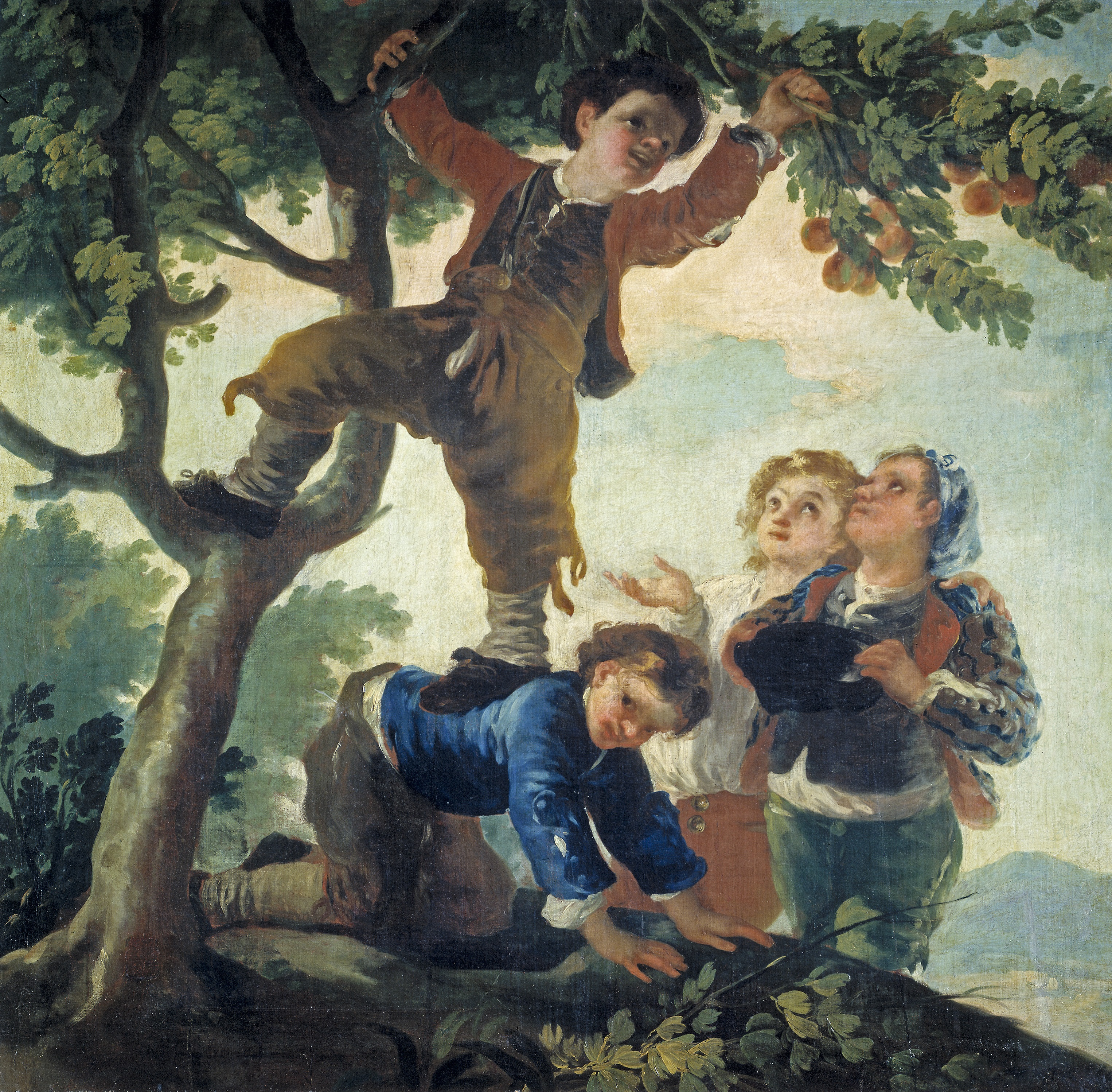
『果実を採る少年たち』1778年
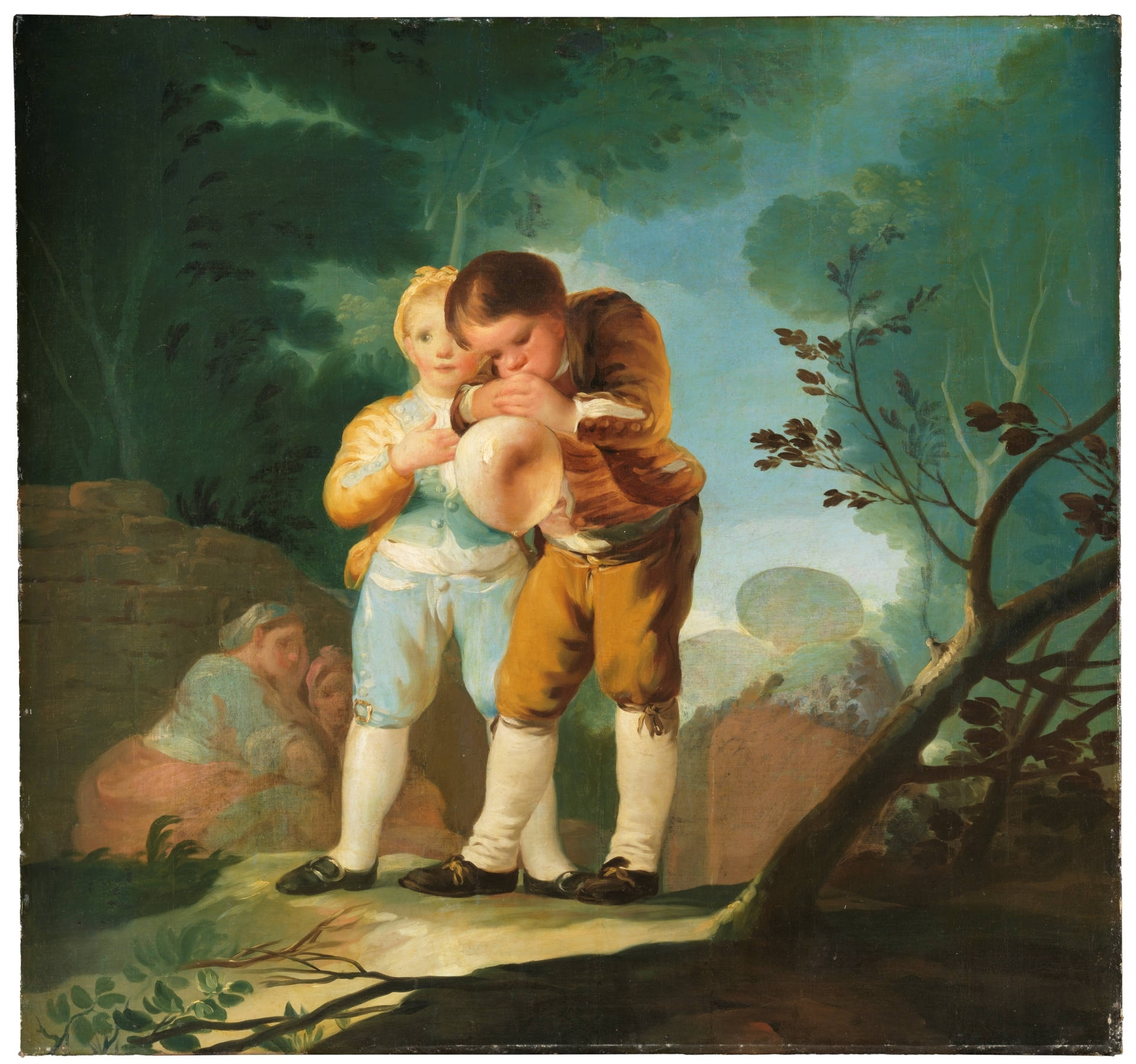
『膀胱を膨らませる子供たち』1778年